# Bakweri (langue)
Pour les articles homonymes, voir Bakweri.
Le bakweri (ou bakpwe, bakueri, bakwedi, bakwele, bakwiri, bekwiri, kpe, kwedi, kweli, kwili, kwiri, mokpe, mokpwe, ujuwa, vakweli, vambeng) est une langue bantoue parlée au Cameroun, dans la région du Sud-Ouest, le département du Fako, les arrondissements de Muyuka, Tiko, Buéa et Limbé par la population bakweri.
Le nombre de locuteurs était estimé à 20 000 en 2014.

## Écriture
| a | b  | d  | e   | ɛ  | f  | g | gb | i | j | k | kp | l | m | mb |
| n | nd | ng | ngb | nj | ny | o | ɔ  | p | s | t | u  | v | w | y  |